# Окунев, Михаил Александрович
Михаил Александрович Окунев (род. 18 декабря 1960, Шадринск, Курганская область) — российский актёр театра и кино. Народный артист Российской Федерации (2019).

## Биография
Михаил Окунев родился 18 декабря 1960 года в городе Шадринске Курганской области.
Детство провёл в г. Шадринске, где в 1978 году окончил школу.
В 1984 году окончил Иркутское государственное театральное училище (отделение «актёр драматического театра», курс В. В. Кокорина).
В 1984—1989 годах служил в Иркутском областном Театре юного зрителя им. А. Вампилова.
С 1989 года — актёр Омского государственного Академического театра драмы.
Михаил Окунев — театральный актёр, но в последнее время стал сниматься и в кино — «Эйфория», «Круиз», сыграл главную роль Отца в телесериале «Одна семья».

## Награды, призы и звания
- Орден Дружбы (2 февраля 2011) — за заслуги в развитии отечественной культуры и искусства, многолетнюю плодотворную деятельность[3]
- Народный артист Российской Федерации (28 марта 2019) — за большие заслуги в области театрального, кинематографического и циркового искусства[1]
- Заслуженный артист Российской Федерации (1 апреля 1999) — за заслуги в области искусства[4]
- Медаль «За высокие достижения» (Омская область, 15 апреля 2024) — за высокую социальную оценку и значимость результатов деятельности в сфере театрального искусства
- Заслуженный деятель культуры Омской области[5]
- Национальная театральная премия «Золотая маска», 1997 год, за лучшую мужскую роль за роль Мужчины в спектакле «Женщина в песках» по роману Кобо Абэ[6].

### Номинации
- Национальная театральная премия «Золотая маска», 2005 за роль Беранже Первого в спектакле «Король умирает» Э. Ионеско.
- Национальная театральная премия «Золотая маска» 2006 за роль Лопахина в спектакле «Вишневый сад» А. Чехова.
- Национальная театральная премия «Золотая маска» 2019 за роль Ротмистра в спектакле «Отец» А. Стриндберга.

## Роли в театре
- «Утиная охота» (Александр Вампилов) — Зилов
- «Ворон» (К. Гоцци) — Дженарро
- «Вишнёвый сад» (А. П. Чехов) — Лопахин

### Иркутский ТЮЗ
- «Прощание в июне» (А. Вампилов) — Колесов
- «Палата N6» (А. Чехов) — Рагин
- «Гамлет» (У. Шекспир) — Лаэрт
- «Сон в летнюю ночь» (У. Шекспир) — Деметрий

### Омский театр драмы
- «Любовью не шутят» (Альфред де Мюссе) — Барон
- «Тартюф» (Мольер) — Дамис
- «На дне» (М. Горький) — Актёр
- «Натуральное хозяйство в Шамбале» (Алексей Шипенко) — Лама
- «О мышах и людях» (Джон Стейнбек) — Джордж
- «Три сестры» (А. П. Чехов) — Прозоров Андрей Сергеевич
- «Женщина в песках» (Кобо Абэ) — Мужчина
- «А на небе радуга!..» (Юлий Ким) — Стражник
- «Волки и овцы» (А. Н. Островский) — Беркутов
- «Бъдын» (Наталья Скороход) — Егор (молодой)
- «Танго беллетриста» (Наталья Скороход) — Гуров Дмитрий Дмитриевич
- «Церемонии зари» (Карлос Фуэнтес) — Сиуакоатль
- «Ну и ну!..» (Ольга Никифорова) — Калиф
- «Любовь как милитаризм» (Пётр Гладилин) — Виктор Анатольевич
- «Приглашение на казнь» (Владимир Набоков) — Адвокат, Заведующий фонтанами, Любовник Марфиньки
- «Маскарад» (М. Ю. Лермонтов) — Г-н Шприх Адам Петрович
- «Лоренцаччо» (Альфред де Мюссе) — Маркиз Чибо, его брат
- «Закат» (Исаак Бабель) — Арье-Лейб
- «Настоящий инспектор Хаунд» (Том Стоппард) — Мистер Бердбут
- «Таланты и поклонники» (А. Н. Островский) — Иван Семёныч Великатов, очень богатый помещик
- «Зимняя сказка» (У. Шекспир) — Леонт, король Сицилии
- «Дачники» (Алексей Пешков) — Суслов Петр Иванович, инженер
- «Король умирает» (Эжен Ионеско) — Беранже Первый, король
- «Пиквикский клуб» (Чарльз Диккенс) — Джозеф Смиггерс, вице-президент Пиквикского клуба
- «Бег. Восемь снов» (Михаил Булгаков) — Хлудов, белый генерал, командующий фронтом

## Фильмография
| Год  |   | Название               | Роль                                                     |
| ---- | - | ---------------------- | -------------------------------------------------------- |
| 2006 | ф | Эйфория                | Валерий, муж Веры                                        |
| 2009 | с | Круиз                  | Виктор Воронин                                           |
| 2009 | с | Одна семья             | Андрей Иванович Смирнов, отец Павла и Кати               |
| 2012 | с | Мент в законе—6        | Стас Игнатов                                             |
| 2012 | ф | Рок-н-ролл под Кремлём | капитан запаса Семаго                                    |
| 2013 | ф | Точка взрыва           | полковник Соловьёв, начальник инженерно-сапёрного отдела |
| 2014 | с | Перевозчик             | адвокат Виктор                                           |